# Alessandro Fiordaliso
Alessandro Fiordaliso (Torino, 20 marzo 1999) è un calciatore italiano, difensore svincolato.

## Caratteristiche tecniche
Difensore molto duttile, può essere impiegato sia come terzino che come centrale in una difesa a 3; è abile nell'impostazione della manovra e nell'uno contro uno, oltre che nel gioco aereo. Per le sue caratteristiche ha dichiarato di ispirarsi a Matteo Darmian.

## Carriera

### Club
Cresciuto nel settore giovanile del Torino, con cui ha vinto una Coppa Italia Primavera, il 28 agosto 2018 viene ceduto in prestito al Teramo, con cui inizia la carriera professionistica. Dopo aver disputato un'ottima stagione a livello individuale, Il 24 luglio 2019 passa, sempre a titolo temporaneo, al Venezia, salendo così in Serie B.
Il 25 settembre 2020 viene acquistato a titolo definitivo dalla Cremonese.
Il 31 agosto 2022 viene ceduto alla SPAL a titolo definitivo, firmando un contratto triennale. 

### Nazionale
Vanta 4 presenze nella nazionale Under-20 nell’Elite Cup. Ha esordito contro la Polonia Under-20.

## Statistiche

### Presenze e reti nei club
Statistiche aggiornate al 31 marzo 2025.
| Stagione         | Squadra          | Campionato       | Campionato | Campionato | Coppe nazionali | Coppe nazionali | Coppe nazionali | Coppe continentali | Coppe continentali | Coppe continentali | Altre coppe | Altre coppe | Altre coppe | Totale | Totale |
| Stagione         | Squadra          | Comp             | Pres       | Reti       | Comp            | Pres            | Reti            | Comp               | Pres               | Reti               | Comp        | Pres        | Reti        | Pres   | Reti   |
| ---------------- | ---------------- | ---------------- | ---------- | ---------- | --------------- | --------------- | --------------- | ------------------ | ------------------ | ------------------ | ----------- | ----------- | ----------- | ------ | ------ |
| 2017-2018        | Torino           | A                | 0          | 0          | CI              | 0               | 0               | -                  | -                  | -                  | -           | -           | -           | 0      | 0      |
| 2018-2019        | Teramo           | C                | 34         | 3          | CI-C            | 1               | 0               | -                  | -                  | -                  | -           | -           | -           | 35     | 3      |
| 2019-2020        | Venezia          | B                | 26         | 0          | CI              | 2               | 0               | -                  | -                  | -                  | -           | -           | -           | 28     | 0      |
| 2020-2021        | Cremonese        | B                | 20         | 0          | CI              | 2               | 1               | -                  | -                  | -                  | -           | -           | -           | 22     | 1      |
| 2021-2022        | Cremonese        | B                | 3          | 0          | CI              | 1               | 0               | -                  | -                  | -                  | -           | -           | -           | 4      | 0      |
| Totale Cremonese | Totale Cremonese | Totale Cremonese | 23         | 0          |                 | 3               | 1               |                    | -                  | -                  |             | -           | -           | 26     | 1      |
| 2022-2023        | SPAL             | B                | 15         | 0          | CI              | 1               | 0               | -                  | -                  | -                  | -           | -           | -           | 16     | 0      |
| 2023-2024        | SPAL             | C                | 24         | 1          | CI-C            | 1               | 0               | -                  | -                  | -                  | -           | -           | -           | 25     | 1      |
| 2024-2025        | SPAL             | C                | 7          | 0          | CI-C            | 0               | 0               | -                  | -                  | -                  | -           | -           | -           | 7      | 0      |
| Totale SPAL      | Totale SPAL      | Totale SPAL      | 46         | 1          |                 | 2               | 0               |                    | -                  | -                  |             | -           | -           | 48     | 1      |
| Totale carriera  | Totale carriera  | Totale carriera  | 129        | 4          |                 | 8               | 1               |                    | -                  | -                  |             | -           | -           | 137    | 5      |

## Palmarès

### Club

#### Competizioni giovanili
- Coppa Italia Primavera: 1

Torino: 2017-2018